# Is Spiritualism a Fraud?
Is Spiritualism a Fraud? er en britisk stumfilm fra 1906 af Walter R. Booth.